# Massimo Crippa
Massimo Crippa (Seregno, 17 maggio 1965) è un dirigente sportivo ed ex calciatore italiano, di ruolo  centrocampista.

## Biografia
Suo padre Carlo è stato a sua volta un calciatore.

## Carriera

### Club
Inizia la sua carriera nella stagione 1981-1982 nell'A.C. Meda Mobili in Prima Categoria lombarda girone N dove disputa 2 campionati in prima squadra. Passa quindi al Saronno e poi al Seregno sempre in Interregionale. Arriva a Pavia in Serie C2 nella stagione 1986-1987, passando poi al Torino, in Serie A, nella stagione successiva, dove totalizza 29 presenze e 3 reti.
Nel 1988 entra a far parte della rosa del Napoli che lo acquista per 7,6 miliardi di lire, dove forma il centrocampo azzurro assieme ad Alemão, Fernando De Napoli Luca Fusi e Francesco Romano e Antonio Carannante. Nel 1989 vince la Coppa UEFA in finale contro lo Stoccarda, e termina secondo in campionato. La stagione successiva è quella dello Scudetto e, sempre nell'estate 1990, vince la Supercoppa italiana contro la Juventus, trovando anche la rete nel largo successo 5-1 dei partenopei.

Crippa (accosciato, secondo da destra) al Parma nel 1997

Nell'estate 1993 passa al Parma per 9 miliardi di lire con cui vince la Supercoppa UEFA nella doppia finale contro il Milan: il Parma, persa l'andata in casa per 1-0, vince a Milano per 2-0, con il secondo gol segnato ai supplementari da Crippa. Nella stagione 1994-1995, sempre con il Parma, conquista la sua seconda Coppa UEFA, vincendo la finale contro la Juventus. A questo successo va aggiunto il secondo posto in campionato, risultato ripetuto nella stagione 1996-1997 ancora con il Parma, sempre alle spalle della Juventus. Ha fatto parte della prima rosa con cui il Parma ha partecipato alla Champions League, nel 1997-1998, per la prima volta nella sua storia.
Nel 1998 torna al Torino, in serie B, con cui centra la promozione in Serie A, e fa parte della rosa anche la stagione seguente, che si conclude con il ritorno dei granata nella serie cadetta. Nel 2000 si trasferisce alla Canzese, con cui gioca due stagioni, dal 2000 al 2002. Nel 2003 chiude la sua carriera nel Seregno, società del suo paese di nascita.

### Nazionale
Dopo alcune presenze con l'Under-21, totalizza 17 presenze nella nazionale maggiore, segnando 1 rete in amichevole contro la Turchia.
Partecipa a due edizioni delle Olimpiadi: a quelle di Seul del 1988 (in cui segna il decisivo gol del 2-1 ai tempi supplementari dei Quarti di finale contro la Svezia) e poi a quelle di Atlanta del 1996, a cui viene convocato da Cesare Maldini fra i tre fuoriquota.

## Dopo il ritiro
Nel 2010 inizia a lavorare per il Renate, prima come direttore sportivo e poi come direttore generale.

## Statistiche

### Cronologia presenze e reti in nazionale
| Cronologia completa delle presenze e delle reti in nazionale ― Italia | Cronologia completa delle presenze e delle reti in nazionale ― Italia | Cronologia completa delle presenze e delle reti in nazionale ― Italia | Cronologia completa delle presenze e delle reti in nazionale ― Italia | Cronologia completa delle presenze e delle reti in nazionale ― Italia | Cronologia completa delle presenze e delle reti in nazionale ― Italia | Cronologia completa delle presenze e delle reti in nazionale ― Italia | Cronologia completa delle presenze e delle reti in nazionale ― Italia |
| Data                                                                  | Città                                                                 | In casa                                                               | Risultato                                                             | Ospiti                                                                | Competizione                                                          | Reti                                                                  | Note                                                                  |
| --------------------------------------------------------------------- | --------------------------------------------------------------------- | --------------------------------------------------------------------- | --------------------------------------------------------------------- | --------------------------------------------------------------------- | --------------------------------------------------------------------- | --------------------------------------------------------------------- | --------------------------------------------------------------------- |
| 22-12-1988                                                            | Perugia                                                               | Italia                                                                | 2 – 0                                                                 | Scozia                                                                | Amichevole                                                            | -                                                                     |                                                                       |
| 22-2-1989                                                             | Pisa                                                                  | Italia                                                                | 1 – 0                                                                 | Danimarca                                                             | Amichevole                                                            | -                                                                     | 67’                                                                   |
| 20-9-1989                                                             | Cesena                                                                | Italia                                                                | 4 – 0                                                                 | Bulgaria                                                              | Amichevole                                                            | -                                                                     | 68’                                                                   |
| 26-9-1990                                                             | Palermo                                                               | Italia                                                                | 1 – 0                                                                 | Paesi Bassi                                                           | Amichevole                                                            | -                                                                     | 46’                                                                   |
| 3-11-1990                                                             | Roma                                                                  | Italia                                                                | 0 – 0                                                                 | Unione Sovietica                                                      | Qual. Euro 1992                                                       | -                                                                     |                                                                       |
| 22-12-1990                                                            | Limassol                                                              | Cipro                                                                 | 0 – 4                                                                 | Italia                                                                | Qual. Euro 1992                                                       | -                                                                     |                                                                       |
| 13-2-1991                                                             | Terni                                                                 | Italia                                                                | 0 – 0                                                                 | Belgio                                                                | Amichevole                                                            | -                                                                     | 67’                                                                   |
| 1-5-1991                                                              | Salerno                                                               | Italia                                                                | 3 – 1                                                                 | Ungheria                                                              | Qual. Euro 1992                                                       | -                                                                     |                                                                       |
| 5-6-1991                                                              | Oslo                                                                  | Norvegia                                                              | 2 – 1                                                                 | Italia                                                                | Qual. Euro 1992                                                       | -                                                                     |                                                                       |
| 12-6-1991                                                             | Malmö                                                                 | Italia                                                                | 2 – 0 dts                                                             | Danimarca                                                             | Scania Cup - Semifinale                                               | -                                                                     | 61’                                                                   |
| 25-9-1991                                                             | Sofia                                                                 | Bulgaria                                                              | 2 – 1                                                                 | Italia                                                                | Amichevole                                                            | -                                                                     |                                                                       |
| 12-10-1991                                                            | Mosca                                                                 | Unione Sovietica                                                      | 0 – 0                                                                 | Italia                                                                | Qual. Euro 1992                                                       | -                                                                     |                                                                       |
| 21-12-1994                                                            | Pescara                                                               | Italia                                                                | 3 – 1                                                                 | Turchia                                                               | Amichevole                                                            | 1                                                                     |                                                                       |
| 26-4-1995                                                             | Vilnius                                                               | Lituania                                                              | 0 – 1                                                                 | Italia                                                                | Qual. Euro 1996                                                       | -                                                                     | 85’                                                                   |
| 8-10-1995                                                             | Spalato                                                               | Croazia                                                               | 1 – 1                                                                 | Italia                                                                | Qual. Euro 1996                                                       | -                                                                     | 86’                                                                   |
| 11-11-1995                                                            | Bari                                                                  | Italia                                                                | 3 – 1                                                                 | Ucraina                                                               | Qual. Euro 1996                                                       | -                                                                     | 46’                                                                   |
| 24-1-1996                                                             | Terni                                                                 | Italia                                                                | 3 – 0                                                                 | Galles                                                                | Amichevole                                                            | -                                                                     | 79’                                                                   |
| Totale                                                                |                                                                       | Presenze                                                              | 17                                                                    |                                                                       | Reti                                                                  | 1                                                                     |                                                                       |

## Palmarès

### Competizioni nazionali
- Campionato italiano: 1

Napoli: 1989-1990
- Supercoppa italiana: 1

Napoli: 1990

### Competizioni internazionali
- Coppa UEFA: 2

Napoli: 1988-1989
Parma: 1994-1995
- Supercoppa UEFA: 1

Parma: 1993

#### Competizioni regionali
- Eccellenza: 1

Canzese: 2001-2002